# Àtal II de Pèrgam
Àtal II de Pèrgam Filadelf (grec antic: Ἄτταλος Φιλάδελφος, Áttalos Philádelphos, Amant el seu germà), fou rei de Pèrgam del 159 aC al 138 aC. Era el segon fill d'Àtal I de Pèrgam i d'Apol·lònies. Va néixer cap a l'any 200 aC.
Va servir a l'exèrcit amb el seu germà Èumenes II (197-159 aC). L'any 192 aC va ser enviat com ambaixador a Roma per anunciar que Antíoc III el Gran havia travessat l'Hel·lespont. El 190 aC, absent el seu germà, va resistir la invasió del príncep Seleuc (fill d'Antíoc III el gran), després rei Seleuc IV Filopàtor (187-175 aC) i era present a la batalla de Magnèsia del Sipilos. L'any 189 aC va acompanyar al cònsol Gneu Manli Vulsó en una expedició a Galàcia.
El 182 aC va servir en la guerra contra el rei Farnaces I del Pont (rei cap a l'any 185 aC fins potser el 170 aC). El 171 aC juntament amb els seus germans Èumenes II i Ateneu, es va unir al cònsol romà Publi Licini Cras a Grècia. Va actuar diverses vegades com ambaixador a Roma. (La del 192 aC ja esmentada, el 181 aC, durant la guerra contra el regne del Pont, el 167 aC per felicitar als romans per la seva victòria sobre Perseu de Macedònia.)
Cap a l'any 167 aC, Èumenes II havia perdut el favor dels romans i Àtal va rebre algunes indicacions que podria ser el nou rei, però el metge Estraci el va aconsellar de no fer-ne cas. El 164 aC i el 160 aC va tornar a ser ambaixador a Roma.
L'any 159 aC finalment va succeir al seu germà Èumenes II. La seva primera acció va ser restablir Ariarates V com a rei a Capadòcia cosa que va fer el 157 aC. El 156 aC el va atacar Prúsies II de Bitínia i va haver de demanar ajut a Roma i als seus aliats Ariarates V i Mitridates IV del Pont (rei des de l'any 170 aC fins al 150 aC aproximadament). El 154 aC els romans van obligar Prúsies II a garantir la pau i pagar una indemnització a Àtal.
L'any 152 aC va enviar tropes en favor d'Alexandre I Balas (154 aC-147 aC) per assolir el tron de Síria. El 149 aC va ajudar Nicomedes II Epífanes (149 aC-128 aC) de Bitínia contra el seu pare Prúsies II i va derrotar Degilis, príncep traci que era sogre de Prúsies. També va enviar alguns soldats als romans per ajudar a l'expulsió de l'anomenat Filip VI de Macedònia o Andriscos (revoltat del 149aC al 148 aC) i a la conquesta de Corint.
Els darrers anys del seu regnat va deixar moltes tasques en mans del seu ministre Filopemen.
Va fundar Filadelfia a Lídia (actualment anomenada Alaşehir), en honor del seu germà Èumenes, i Atàlia a Pamfília (moderna Antalya) en honor de si mateix. Va ajudar les arts i les ciències i ell mateix va ser l'inventor d'una espècie de brodat.
Va morir el 138 aC als 82 anys. El va succeir el seu nebot Àtal III de Pèrgam, fill d'Èumenes II.